# Jimma Rare
Jimma Rare est un woreda de la région Oromia. Il partage le nom de l'un des sous-groupes du peuple Oromo, le Jimma Rare. Faisant partie de la zone Horo Guduru Welega, Jimma Rare est bordé à l'ouest par Jimma Genete, au nord par Guduru, à l'est et au sud par la rivière Guder qui le sépare de la zone Mirab Shewa. Le centre administratif du woreda est Wayu ; les autres villes de Jimma Rare comprennent Goben et Babal'a. 

## Présentation générale
L'altitude de ce woreda varie de 1 540 à 3 047 mètres ; le mont Tulu Biyyo en est le point culminant. Les cours d'eau sont le Dangego et le Wengele. Une étude des terres de ce woreda montre que 73,8 % sont arables ou cultivables, 16 % sont des pâturages, 4,6 % sont des forêts et les 5,6 % restants sont considérés comme marécageux, montagneux ou inutilisables. Parmi les sites remarquables, citons les chutes de Dangogo, Tulu Warabessa, Tulu Mara, Kersa Alatti et les grottes de Kala Bacha. Les Guizotia abyssinica, le lin et le colza sont des cultures commerciales importantes.
L'industrie dans le woreda comprend 10 moulins à grains. Il y a 10 associations d'agriculteurs avec 6300 membres et 4 coopératives de services aux agriculteurs avec 5145 membres. Jimma Rare compte 35 kilomètres de routes praticables par tous les temps, soit une densité routière moyenne de 102,6 kilomètres par 1000 kilomètres carrés. Environ 12 % de la population totale a accès à l'eau potable.

## Démographie
Le recensement national de 1994 a fait état d'une population totale pour ce woreda de 40 270 habitants, dont 19 618 hommes et 20 652 femmes ; 3 474, soit 8,63 % de sa population, étaient alors des citadins. Les deux plus grands groupes ethniques recensés à Jimma Rare étaient les Oromo (97,78%) et les Amhara (2,14%) ; tous les autres groupes ethniques représentaient 0,08% de la population. L'oromo était parlé comme première langue par 99,01%, et 0,97% parlaient l'amharique ; les 0,02% restants parlaient toutes les autres langues primaires rapportées. La majorité des habitants suivent les croyances traditionnelles, 52,14 % de la population déclarant les observer, tandis que 26,52 % de la population se dit orthodoxe éthiopienne, 19,33 % protestante et 1,44 % musulmane.
Le recensement national de 2007 a fait état d'une population totale pour ce woreda de 55 580 habitants, dont 27 392 hommes et 28 188 femmes ; 8 633, soit 15,53 % de sa population, étaient des citadins. La majorité des habitants sont protestants, 55,91 % déclarant qu'il s'agit de leur religion, tandis que 38,49 % observent le christianisme orthodoxe éthiopien, 3,57 % les croyances traditionnelles et 1,47 % sont musulmans.
La population urbaine recensée en 2007 se partage entre 6 618 habitants à Wayu et 2 015 habitants à Goben.
En 2022, la population du woreda est estimée à 83 549 personnes avec une densité de population de 243 personnes par km2 et 344 km2 de superficie.